# The Bat People
The Bat People is een Amerikaanse horrorfilm uit 1974, geregisseerd door Jerry Jameson. De hoofdrollen werden vertolkt door Stewart Moss, Marianne McAndrew en Michael Pataki.

## Verhaal
De film draait om John Beck, een dokter gespecialiseerd in vleermuizen. Hij en zijn vrouw onderbreken hun huwelijksreis om de Carlsbad grot te gaan verkennen. Daar wordt John gebeten door een vleermuis, en begint langzaam te veranderen in een vampierachtig wezen.

## Rolverdeling
| Acteur            | Personage     |
| ----------------- | ------------- |
| Stewart Moss      | Dr. John Beck |
| Marianne McAndrew | Cathy Beck    |
| Michael Pataki    | Sergeant Ward |
| Paul Carr         | Dr. Kipling   |
| Arthur Space      | Tramp         |
| Robert Berk       | Motel Owner   |
| Pat Delaney       | Ms. Jax       |

## Achtergrond
De film staat ook bekend onder de titels Angel of Fear, It Lives by Night en It’s Alive. Onder de titel It Lives by Night werd de film bespot in de cultserie Mystery Science Theater 3000.